# Общественный транспорт Минска

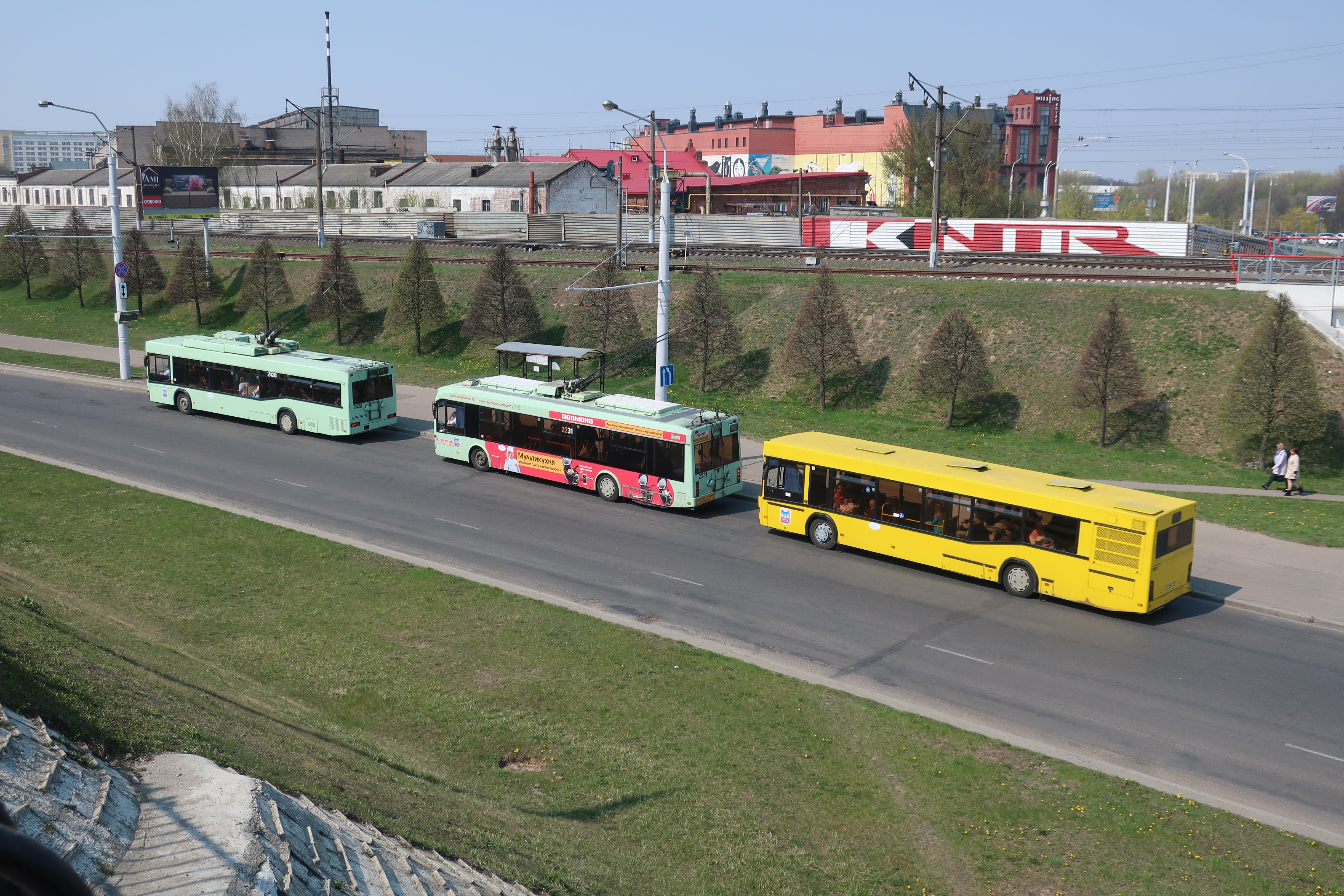
2 троллейбуса и автобус на остановке.

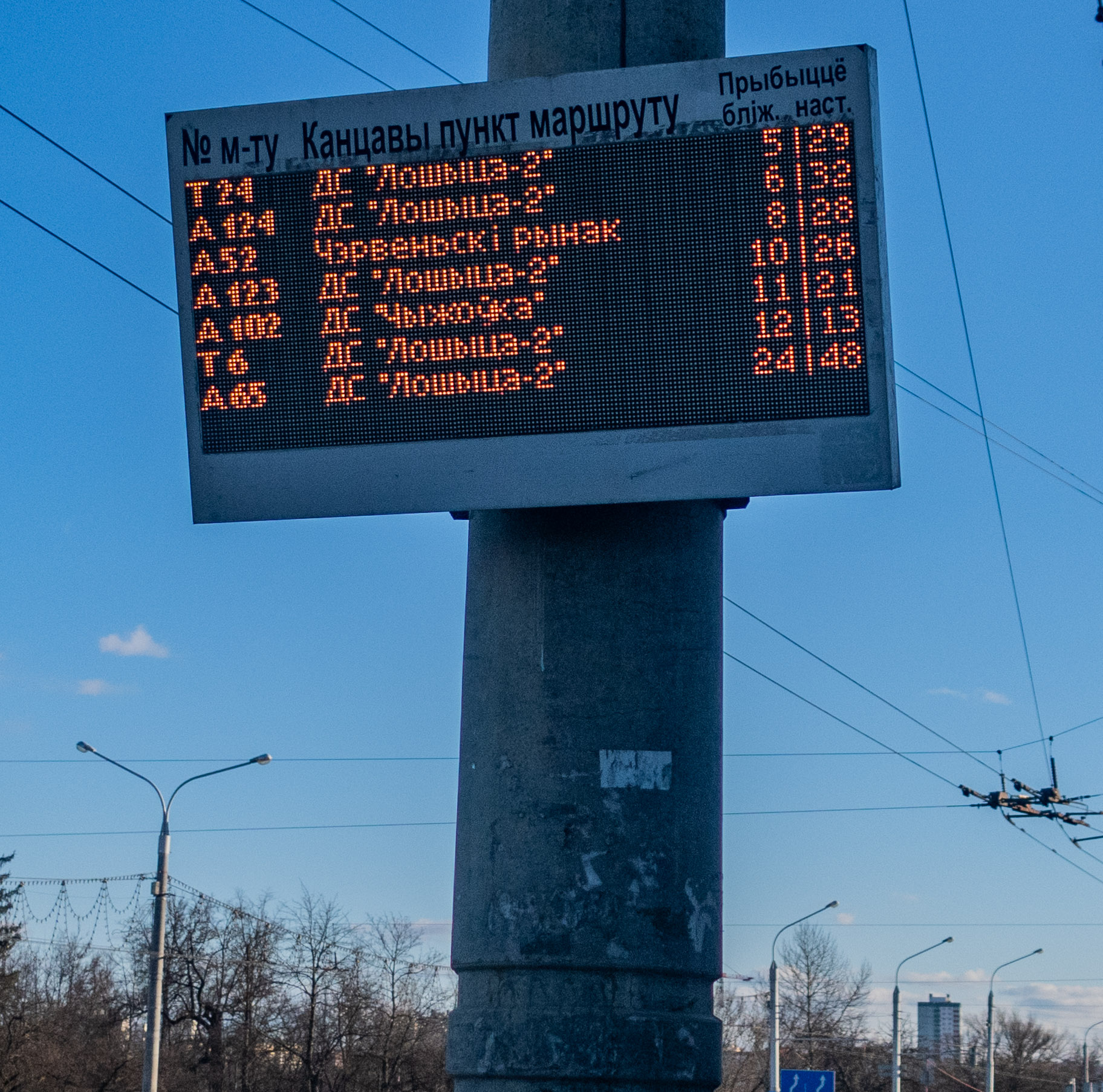
Электронное табло на остановке, указывающее время прибытия ближайшего и следующего маршрута общественного транспорта. В 2012—2020 годах в Минске было установлено 500 электронных табло, но в марте 2021 года было объявлено, что оставшиеся 1400 остановок не получат такие же табло

Общественный транспорт Минска — система пассажирского общественного транспорта (автобус, троллейбус, трамвай, метро, такси (маршрутное и обычное), городская электричка) в Минске, управляемая КУП Минсктранс.

## История
- Первые маршрутные перевозки пассажиров начали осуществляться в XIX веке, когда по улицам города стали ходить омнибусы.
- 10 мая 1892 года в Минске была открыта конка. Она просуществовала до марта 1928 года.
- 23 октября 1924 года в городе было открыто автобусное движение.
- 13 октября 1929 года в Минске состоялось открытие трамвайного движения.
- 19 сентября 1952 года была введена в строй первая очередь троллейбусной линии.
- 30 июня 1984 года состоялось открытие Минского метрополитена.
- С 2011 года действуют Минские городские линии — сеть скоростных электропоездов.
- С 2012 года на некоторых остановках устанавливаются электронные табло, отслеживающие расположение общественного транспорта и указывающие ожидаемое время его прибытия.
- С 2014 года кондукторы и механические компостеры были заменены электронными компостерами и валидаторами.
- С 2017 года на некоторых троллейбусных (позже — автобусных) маршрутах начали появляться электробусы.

## Городская транспортная система

Анимированная карта Минского метрополитена

В 2018 году общественным транспортом воспользовалось более 770 миллионов пассажиров. Автобусами было перевезено 39,3 % пассажиров, метро — 36,7 %, троллейбусами — 20,1 %, трамваями — 3,9 %. Городская электричка обеспечивает менее 1 % пассажирских перевозок: за девять месяцев 2013 года она перевезла около 1,45 миллиона пассажиров.

### Метро

Станция метро «Каменная Горка»

Минское метро представляет собой три линии общей протяжённостью 44,89 км и состоит из 36 станций. Из них 15 станций расположены на 1-й (Московской) линии, 14 на 2-й (Автозаводской) и 7 на 3-й (Зеленолужской) линии метрополитена. Пассажиров обслуживает более 360 вагонов метро и три депо — Московское, Могилёвское и Слуцкое. Среднесуточный объём перевозок составляет около 918 тыс. человек/день (I квартал 2013 года). Самые загруженные станции — «Площадь Ленина» (86 тысяч человек в сутки), «Площадь Якуба Коласа» (66 тысяч) и «Каменная Горка» (63 тысячи).
Интервал движения в час пик составляет 2 минуты на Московской линии, 2,5 минуты на Автозаводской линии и 6 минут на Зеленолужской линии. Первый поезд с конечных станций отправляется в 5:35 утра, последний — в 1:02.

### Автобус

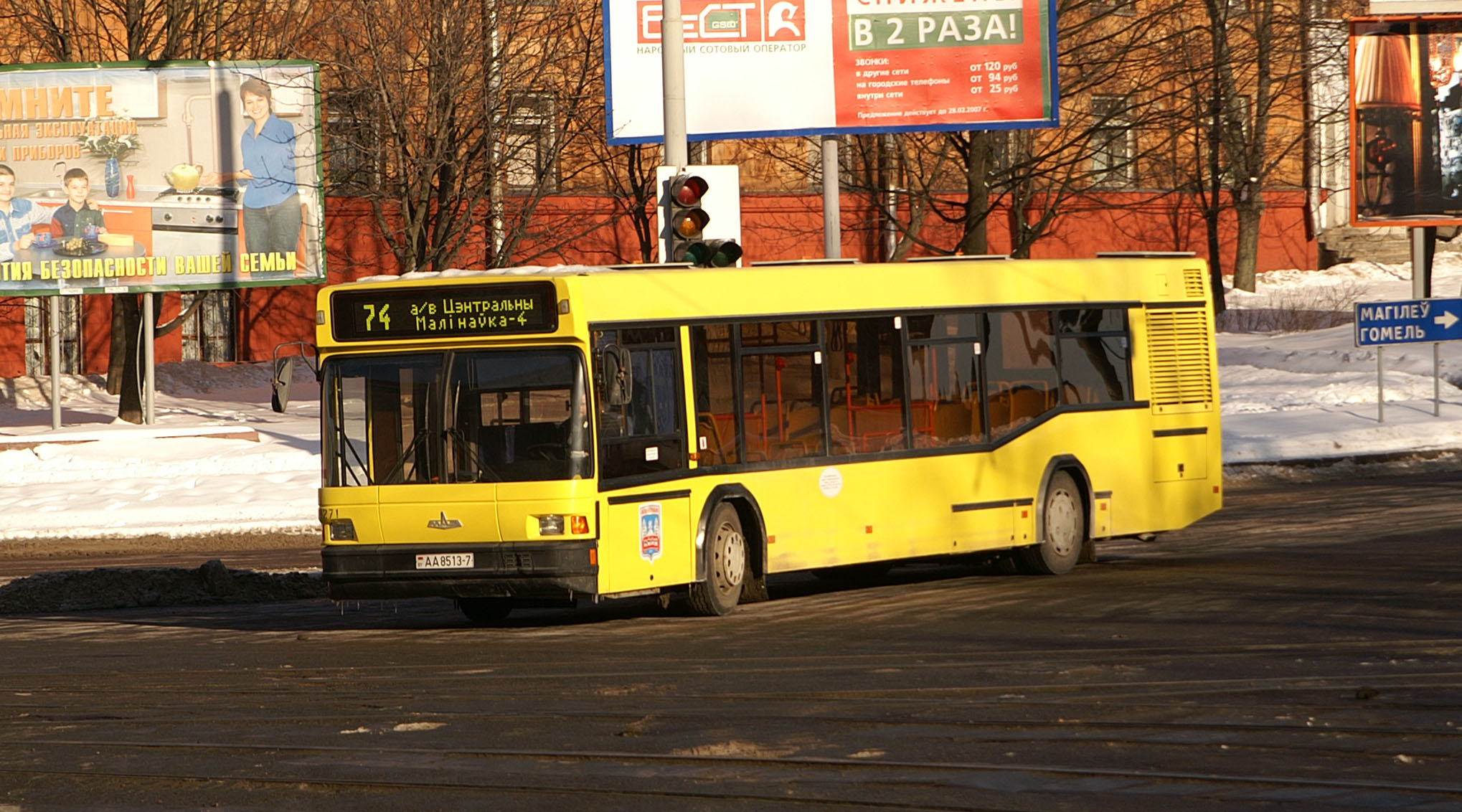
Автобус МАЗ-103

211 городских маршрутов минских автобусов обслуживается пятью автопарками ГП «Минсктранс», в распоряжении которых находятся более 1550 автобусов. Основная часть подвижного состава — автобусы МАЗ-203, МАЗ-215, МАЗ-103, МАЗ-105. Встречаются также автобусы МАЗ-206 и Неман-52012. Массовое обновление парка в последние годы позволило руководству города в 2007 году снять с маршрутов последние устаревшие автобусы: Икарус-260, ГАРЗ-А280, ЛАЗ-695, ЛиАЗ-5256 ЛиАЗ-677, а в дальнейшем и МАЗ-104. В период 2005—2007 гг было закуплено 826 новых автобусов, в 2008 г — 200 автобусов, в 2009 г — 124 автобуса. С 2005 года автобусы МАЗ-103 и МАЗ-105 закупаются с двигателями «Мерседес» и автоматической коробкой передач. С 2013 года закупаются автобусы МАЗ-215 (в основном пятидверные), вместо привычных МАЗ-105. С 2021 года начали эксплуатироваться автобусы МАЗ-216.

### Троллейбус

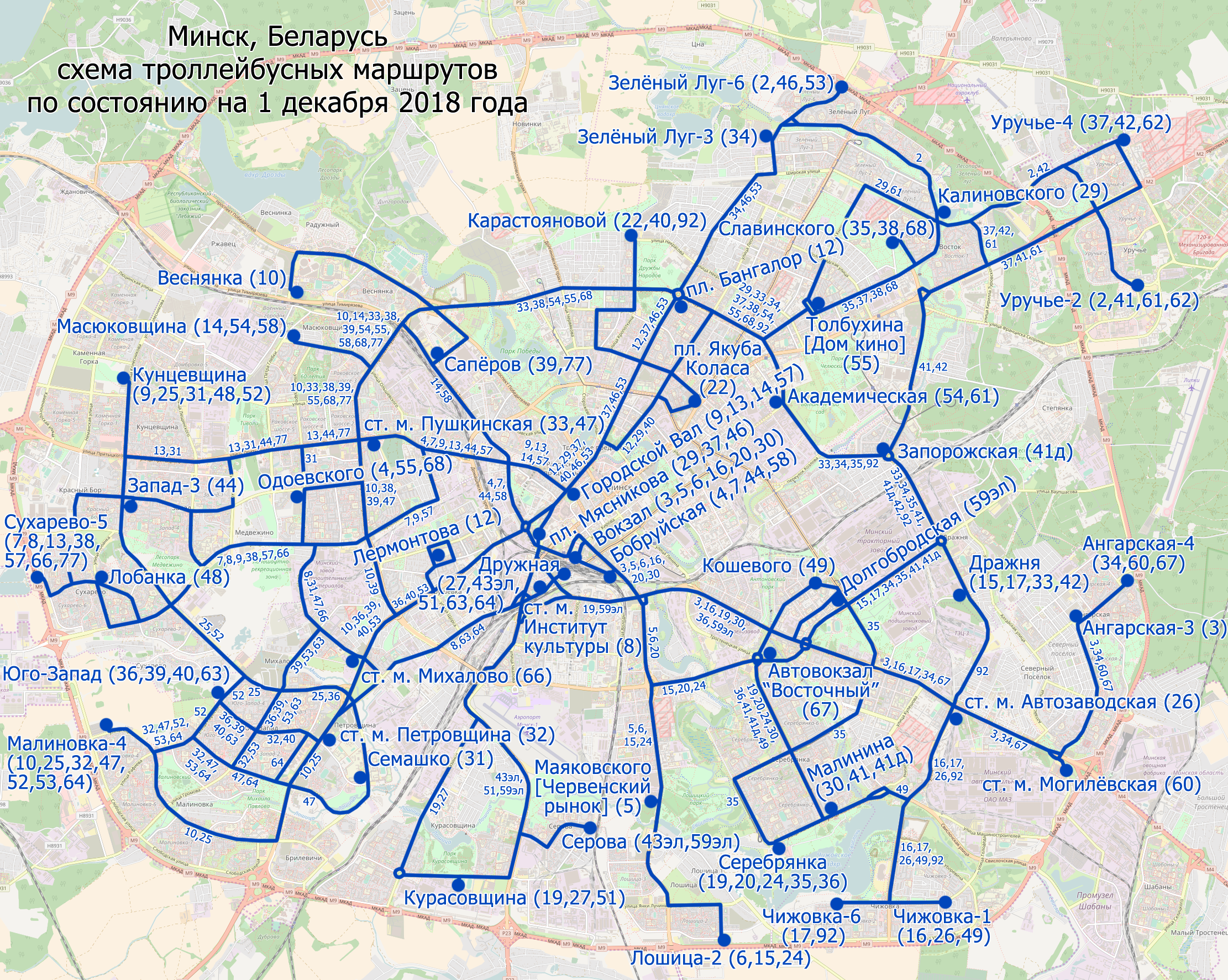
Схема троллейбусных линий

Впервые троллейбусы появились на улицах Минска 13 октября 1952 года. 
По состоянию на 2020 год в городе действует 65 маршрутов (из 67 существующих), работает четыре троллейбусных парка. Также планируется сделать автобусно-троллейбусным новый Транспортный парк № 1, который на первом этапе стал чисто автобусным. 
Подвижной состав включает в себя троллейбусы производства предприятий «Белкоммунмаш» и «МАЗ». На балансе минских троллейбусных парков по состоянию на 2020 год находится 788 троллейбусов (это первый показатель в мире). С середины 2000-х в Минске проводится масштабный проект по обновлению подвижного состава общественного транспорта, в его рамках в 2004—2007 было закуплено 435 новых троллейбусов. Закупка в период 2008—2009 гг ещё 401 единицы троллейбусов позволила полностью вывести из эксплуатации старые троллейбусы семейства ЗиУ, в 2010—2021 гг были списаны устаревшие троллейбусы моделей АКСМ-101, АКСМ-201, АКСМ-221, АКСМ-213 и МАЗ-103Т производства ОАО «Белкоммунмаш» и «МАЗ». 
В 2020 г. ГП «Минсктранс» закупило первую партию в 70 троллейбусов МАЗ-203Т70 с увеличенным до 20 км автономным ходом.

### Трамвай

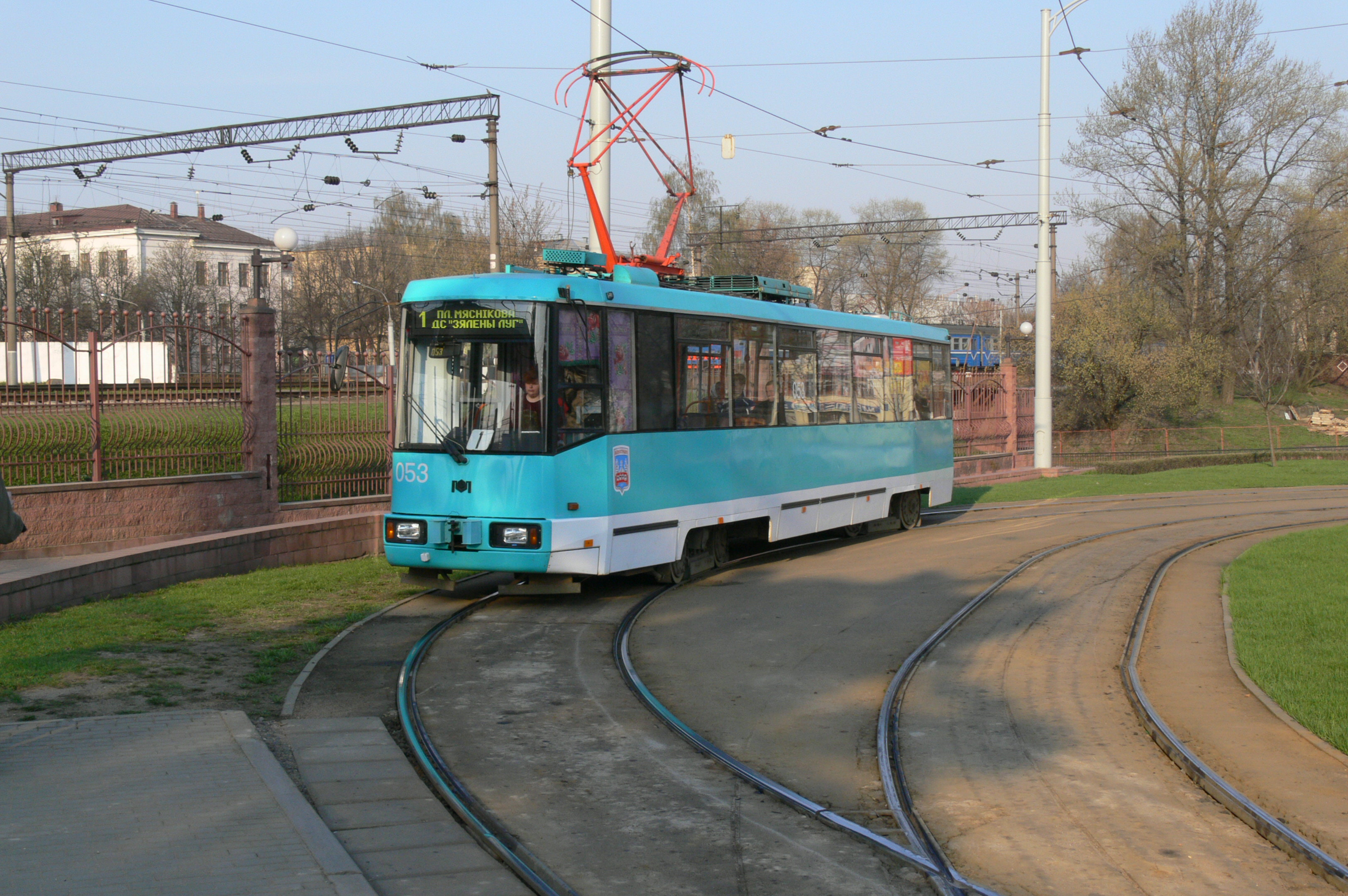
Трамвай АКСМ-60102

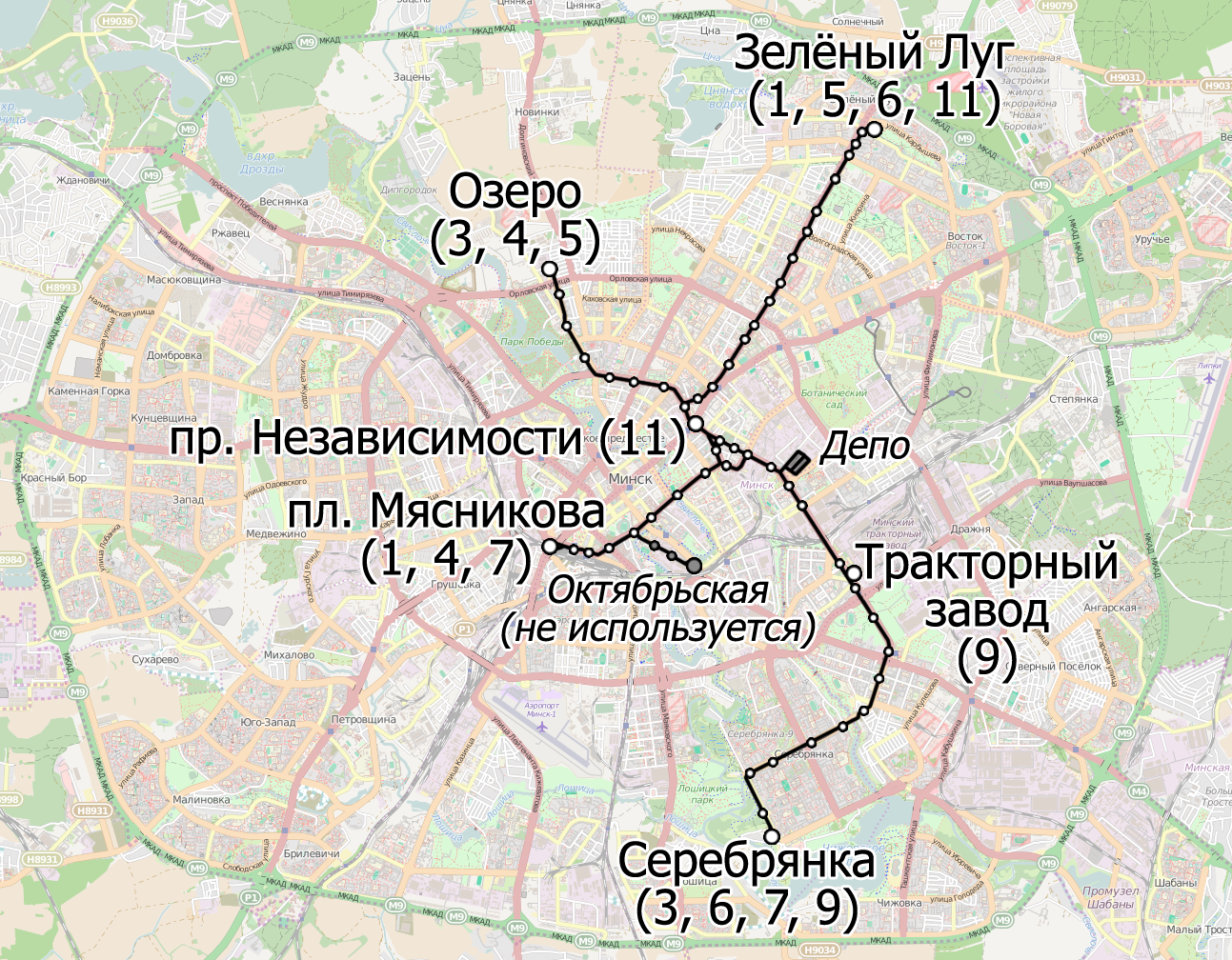
Схема трамвайных линий на карте города

Первое трамвайное сообщение было открыто в Минске 13 октября 1929. Имеется 8 маршрутов трамвая. По состоянию на 2011 год, общая протяжённость контактной сети составляет 62,8 км и обслуживается 145 линейными машинами. После обретения Беларусью независимости основную часть парка трамваев составляли машины РВЗ-6 и Tatra T6B5. В 2000-х годах город начал закупать новые трамваи АКСМ-60102 производства завода «Белкоммунмаш». Помимо этого, в 2002 году немецким городом Карлсруэ Минску были подарены 10 трамвайных вагонов GT8D, которые прослужили до 2009 года, а один из них был сохранён в качестве музейного экспоната. В период 2006—2008 гг было закуплено 88 трамваев АКСМ-60102. Эти закупки позволили в 2008 году списать последний трамвай РВЗ-6М2 и их модернизированный вариант РВЗ-ДЭМЗ. В 2009—2010 годах кроме поставок трамваев модели АКСМ-60102 (13 ед.) в трамвайный парк поступило два современных трёхсекционых трамвая АКСМ-843 производства ОАО «Белкоммунмаш». В 2019 году на период проведения европейских игр эксплуатировались трамваи Stadler 853. С 2025 года на маршрутах № 1 и № 4 начали эксплуатироваться новые трамваи АКСМ-Т811.
Помимо этого, в Минске в единственном во всём мире экземпляре эксплуатируется трамвай АКСМ-743, который, после окончания эксплуатационного срока, планируется сохранить в качестве экспоната для музея общественного транспорта.

### Электробус

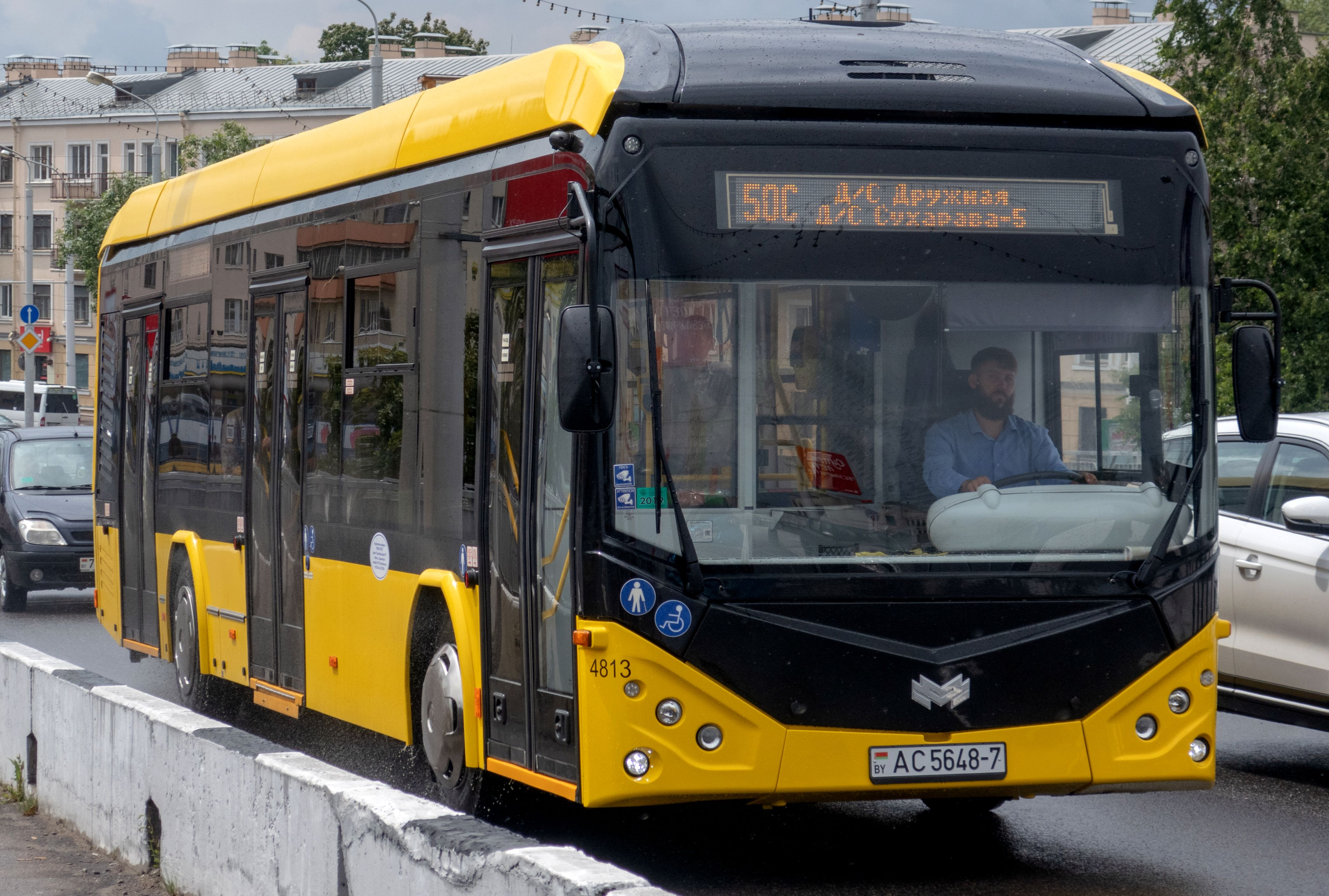
Электробус АКСМ-Е321 в Минске

По состоянию на июль 2020 года в Минске эксплуатируют 80 электробусов марок Е433 и Е321 завода Белкоммунмаш на 7 бывших автобусных маршрутах. На троллейбусных маршрутах электробусы могут работать временно на период ремонта улиц или строительства третьей линии метро.
Первые электробусы в Минске появились в 2017 году на троллейбусном маршруте № 59 «Серова — Долгобродская». Когда электробусами был укомплектован весь маршрут, ему присвоили № 59эл. В том же году троллейбусный маршрут № 43 «Серова — Дружная» стал электробусным № 43эл. С декабря 2017 года электробусы некоторое время обслуживали троллейбусный маршрут № 51 «Курасовщина — Дружная». 12 февраля 2018 года электробус впервые вышел на автобусный маршрут. Для этого выбран центральный маршрут № 1 «Веснянка — Вокзал», проходящий по главным проспектам Минска — Независимости и Победителей, на которых в 2002 и 2006 годах, соответственно, была демонтирована контактная сеть троллейбуса, а троллейбусный маршрут № 56 «Веснянка — Ленина» был заменён на автобусную «единичку». С 2019 года маршрут № 1 был полностью переведён на электробусы. По состоянию на июль 2020 года электробусами также обслуживаются бывшие автобусные маршруты № 17 «Сухарево-5 — Кунцевщина», № 32с «Малиновка-4 — Дружная», № 50с «Сухарево-5 — Вокзал», № 60 «Запад-3 – ТЦ Ждановичи» и № 103 «Малиновка-4 — Юго-Запад». На троллейбусные маршруты № 43 и 59 вернули обычные троллейбусы в 2019 году.

### Маршрутное такси

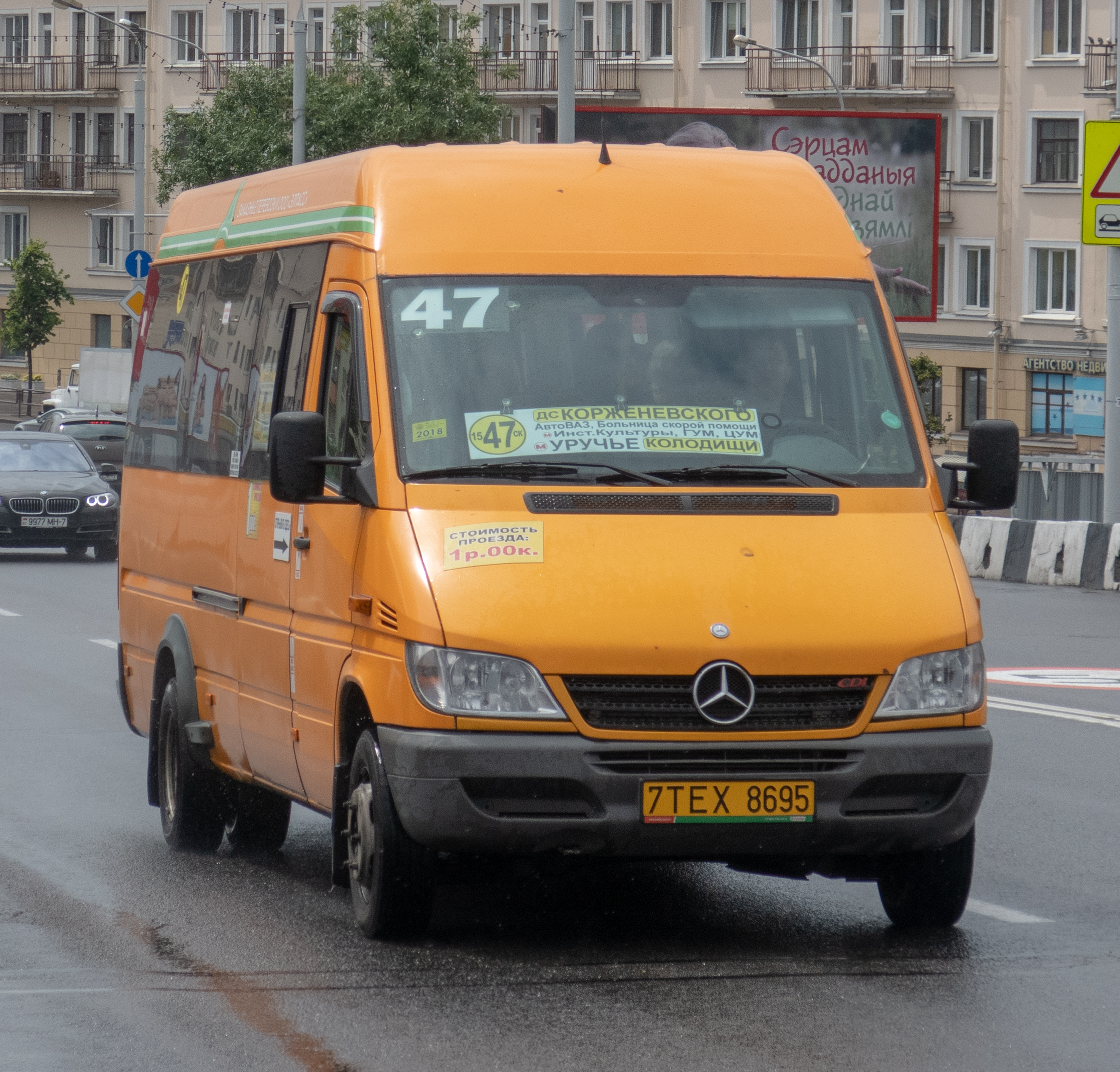
Маршрутное такси Mercedes-Benz Sprinter (маршрут № 47 не дублирует общественный транспорт)

Маршрутки как вид транспорта впервые введены автокомбинатом таксомоторного транспорта в Минске в 1974 году с целью улучшения перевозки пассажиров из центра города в жилые районы. На маршрутах использовались отечественные микроавтобусы РАФ-977ДМ, а с конца 1970-х — РАФ-2203.
Услуги маршрутных такси предоставляют в Минске частные компании. Ранее маршрутные такси эксплуатировало также государственные предприятие «Минсктранс». Чаще всего в качестве маршрутных такси используются: Mercedes Sprinter, Volkswagen Transporter, Peugeot Boxer, Ford Transit и некоторые другие модели различных производителей. Также ЧУП «БМН» использует автобусы малого класса Богдан А09202. Всего парк маршрутных такси насчитывает в Минске более 1000 машин.
По данным за первое полугодие 2008 года, маршрутными такси в Минске было перевезено 2,3 млн человек.
Пассажироперевозки осуществляют как пригородные, так и городские маршрутными такси (№ 1001—1097, № 1102—1507).

### Городская электричка
Минская городская электричка — один из видов скоростного общественного транспорта в Минске и прилегающих районах Минской области. Первая линия от станции Минск-Пассажирский до станции Беларусь в тестовом режиме была запущена 1 июля 2011 года. С 10 сентября 2011 года открыто регулярное движение по первому маршруту. В настоящее время на линии «Минск-Пассажирский — ст. Беларусь» поезда курсируют 18 раз в день в прямом и обратном направлениях.
Также открыт второй маршрут — «Минск-Пассажирский — ст. Руденск». Поезда курсируют 4 раза в день в прямом и обратном направлениях, однако без большинства остановок.

## Оплата проезда
- январь 2003 — 200
- октябрь 2003 — 250
- июль 2004 — 300
- ? — 350
- июнь 2005 — 400
- декабрь 2005 — 460
- июль 2006 — 500
- август 2007 — 600
- 1 марта 2010 — 700
- 2 апреля 2011 — 850
- 4 августа 2011 — 900
- 10 сентября 2011 — 950
- 1 ноября 2011 — 1300
- 5 апреля 2012 — 1500
- 3 октября 2012 — 1700
- 25 мая 2013 — 2000
- 1 октября 2013 — 2500
- 1 декабря 2013 — 3000
- 1 апреля 2014 — 3700
- 9 августа 2014 — 4000
- декабрь 2014 — 4500
- 24 декабря 2015 — 5000 (метро — 5500)
- 20 декабря 2016 — 0,55 руб. (метро — 0,6 руб.)
- 1 ноября 2017 — 0,60 руб. (метро — 0,65 руб.)
- 21 декабря 2019 — 0,65 руб. (метро — 0,70 руб; автобус-экспресс — 0,80 руб.)
- 22 мая 2025 — 0,90 руб. (метро — 1,00 руб; автобус-экспресс — 1,00 руб.)

С 2022 года тариф на проезд в наземном городском общественном транспорте составляет 0,85 белорусских рублей. При приобретении у водителя — 0,90 белорусских рублей, в метрополитене — 0,90 рублей, а в автобусах экспрессных маршрутов — 0,90 белорусских рублей.

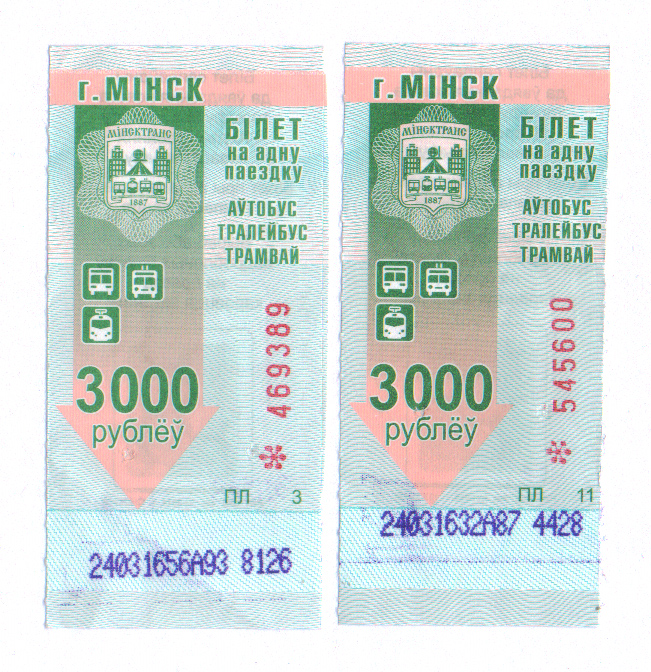
Талоны на проезд в общественном транспорте Минска, 2014 год. Внизу видны отметки, сделанные электронным компостером: 24031656А93 8126 (24 марта в 16:56, автобус № 93, порядковый № 8126) и 24031632А87 4428 (24 марта в 16:32, автобус № 87, порядковый № 4428)

С 1 февраля 2014 года в городском пассажирском транспорте г. Минска запущена Автоматизированная система оплаты и контроля проезда (АСОКП). Система была реализована IBA в короткие сроки и запущена Минсктрансом уже в апреле 2014 года Архивная копия от 18 марта 2015 на Wayback Machine, ранее (с декабря 2013-го по март 2014-го) система была апробирована на трамваях. В мае 2014 года система успешно прошла испытание существенно возросшим пассажиропотоком в дни Чемпионата мира по хоккею с шайбой (time 9:46).
Озвученная IBA стоимость одного электронного компостера без программного обеспечения составляет ориентировочно 525 долларов США. Представитель компании-производителя R&G подтвердил данную информацию, сообщив, что данная стоимость близка к истинной.
Проезд на минском городском общественном транспорте для большинства населения страны платный. Проездные билеты (одноразовые, декадные и на месяц) можно приобрести в киосках по реализации билетной продукции КУП «Минсктранс». У водителя можно приобрести одноразовые билеты. С 1 сентября 2014 года кондукторы в общественном транспорте Минска отменены.
С 7 декабря 2010 года в Минске детям, получающим общее среднее образование, предоставляется право на бесплатный проезд на всех видах городского пассажирского транспорта, кроме такси (приказ КТУП «Минсктранс» Мингорисполкома). С сентября 2011 года право на бесплатный проезд получили также студенты дневной формы обучения. С окончанием учебного года бесплатный проезд для студентов был отменён, а в новом учебном году не восстанавливался.
В 2010 году Минск был в десятке городов с самыми доступными по цене такси-сервисами с показателями $1.26 — $1.69. С декабря 2010 года проезд в такси подорожал до Br1400-1500 за 1 километр (через две недели после того, как был опубликован рейтинг, по которому тариф на такие поездки в Белоруссии — один из самых низких). Минский общественный транспорт при стоимости поездки Br700 занял бы в рейтинге шестую строчку сверху ($0.23). В начале 2014 года проезд в Минском метрополитене был одним из самых дешёвых среди всех метрополитенов СНГ; дешевле проезд только в Баку, Ереване, Киеве и Днепропетровске.

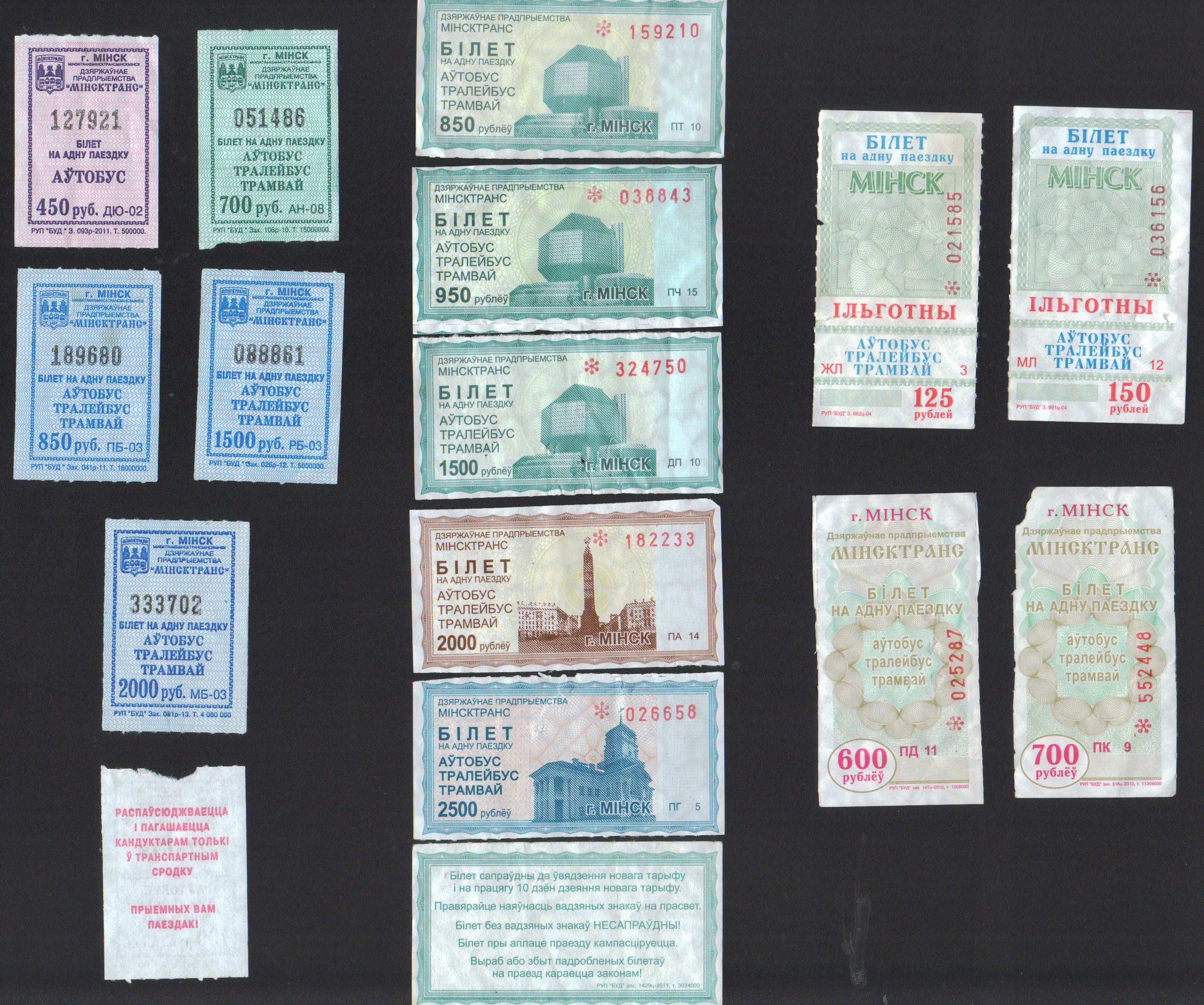
Талоны на проезд в наземном общественном транспорте с 2003 по 2013 год. Слева — талоны, продаваемые кондукторами в общественном транспорте и реверс; в центре — талоны нового образца 2011—2013 годов и реверс; справа — льготные талоны 2003—2004 годов и талоны 100 % оплаты проезда старого образца 2007—2011 годов.

Штраф за безбилетный проезд — 0,5 базовой величины, или 75 тысяч рублей. По заявлениям чиновников, к октябрю 2012 года себестоимость проезда выросла с прежних 3000 до более чем 5000 рублей, к осени 2013 года — до 6000 рублей, а в декабре 2013 года была озвучена цифра в 6400 рублей.
В сентябре 2017 года в метро стал доступен приём бесконтактных карт Visa payWave любых банков для оплаты проезда, а в декабре — с помощью бесконтактных карт международной платежной системы Mastercard. В феврале 2018 года увеличилось число турникетов, принимающих бесконтактные банковские продукты для оплаты проезда, на нескольких станциях Минского метрополитена: «Площадь Ленина»,«Каменная горка» и «Площадь Якуба Коласа». С 12 июня 2018 года на всех станциях минского метро заработала оплата проезда бесконтактной банковской картой. 20 сентября 2018 года состоялся Минский Транзитный Форум Visa, в рамках которого обсуждались инновации в транспортной сфере и перспективы их внедрения в Беларуси. Одним из важных сообщений Форума стало то, что пилотный проект оплаты проезда банковской картой в минском транспорте планируется реализовать в ноябре, а к июню 2019 года, к началу II Европейских игр, масштабировать его на весь наземный транспорт столицы. С 11 января 2019 года в метро заработала оплата картой «Белкарт-Maestro».

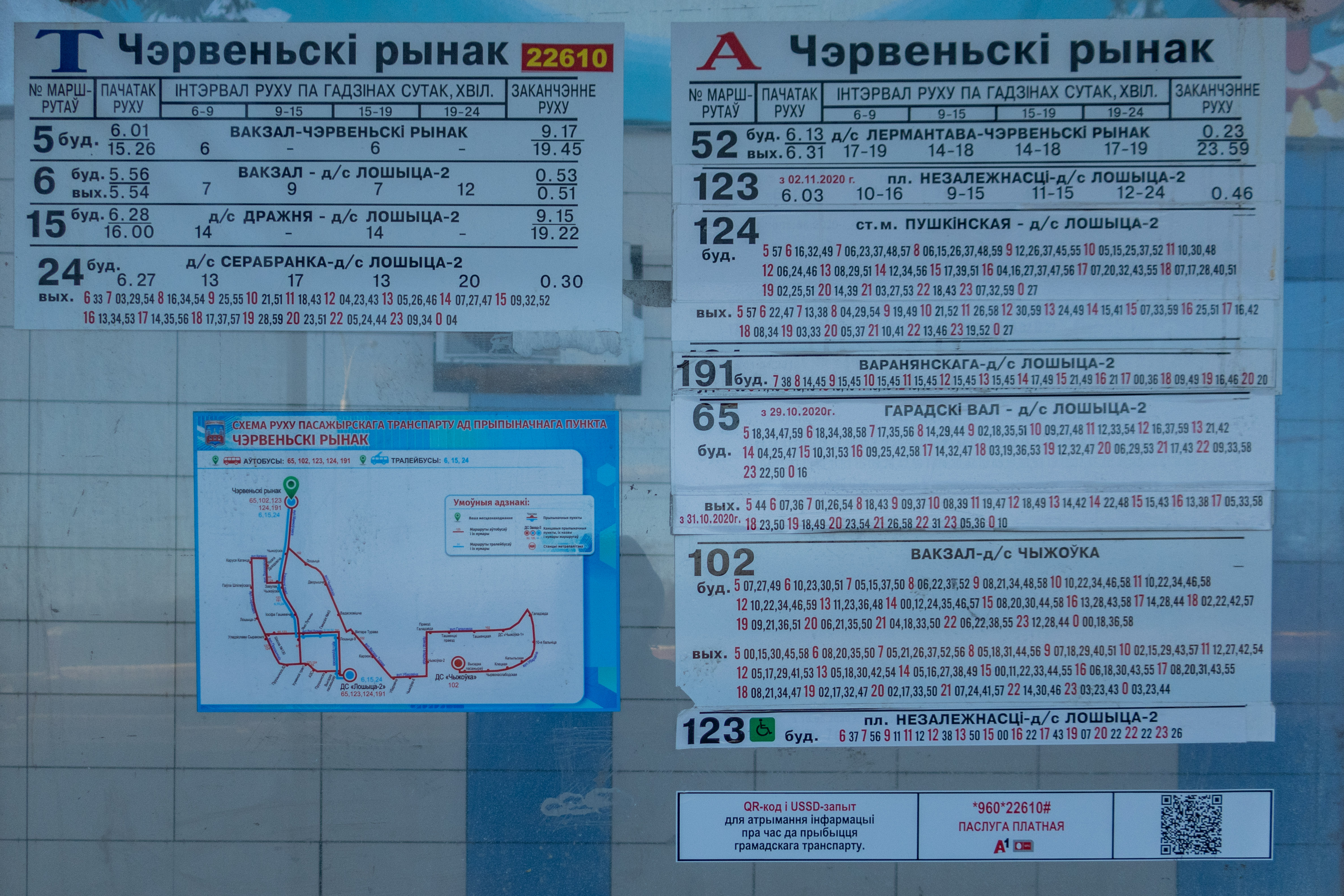
Текстовая версия расписания общественного транспорта и схема маршрутов, следующих с остановки

В мае 2019 года на самом востребованном и протяжённом трамвайном маршруте №6 была введена возможность оплаты проезда банковской карточкой (VISA, Mastercard, БЕЛКАРТ) и мобильным устройством с поддержкой технологии NFC через существующие валидаторы. В ноябре 2019 года результаты эксперимента признали успешными, и было принято решение ввести возможность оплаты проезда бесконтактными картами Visa, Mastercard, Белкарт-Maestro и устройствами с поддержкой технологии NFC на всём городском общественном транспорте (предположительно в 2020 году). Однако впоследствии в Минсктрансе заявили, что эксперимент не оправдал ожиданий, поскольку из-за отложенного списывания платежей «не сходились цифры по числу пассажиров, которые воспользовались услугой», и решили расторгнуть договор с обслуживающим банком. БПС-Сбербанк, в свою очередь, жёстко отреагировал на заявление «Минсктранса» и подтвердил готовность масштабировать бесконтактную оплату на весь наземный транспорт без необходимости дополнительных финансовых вливаний.

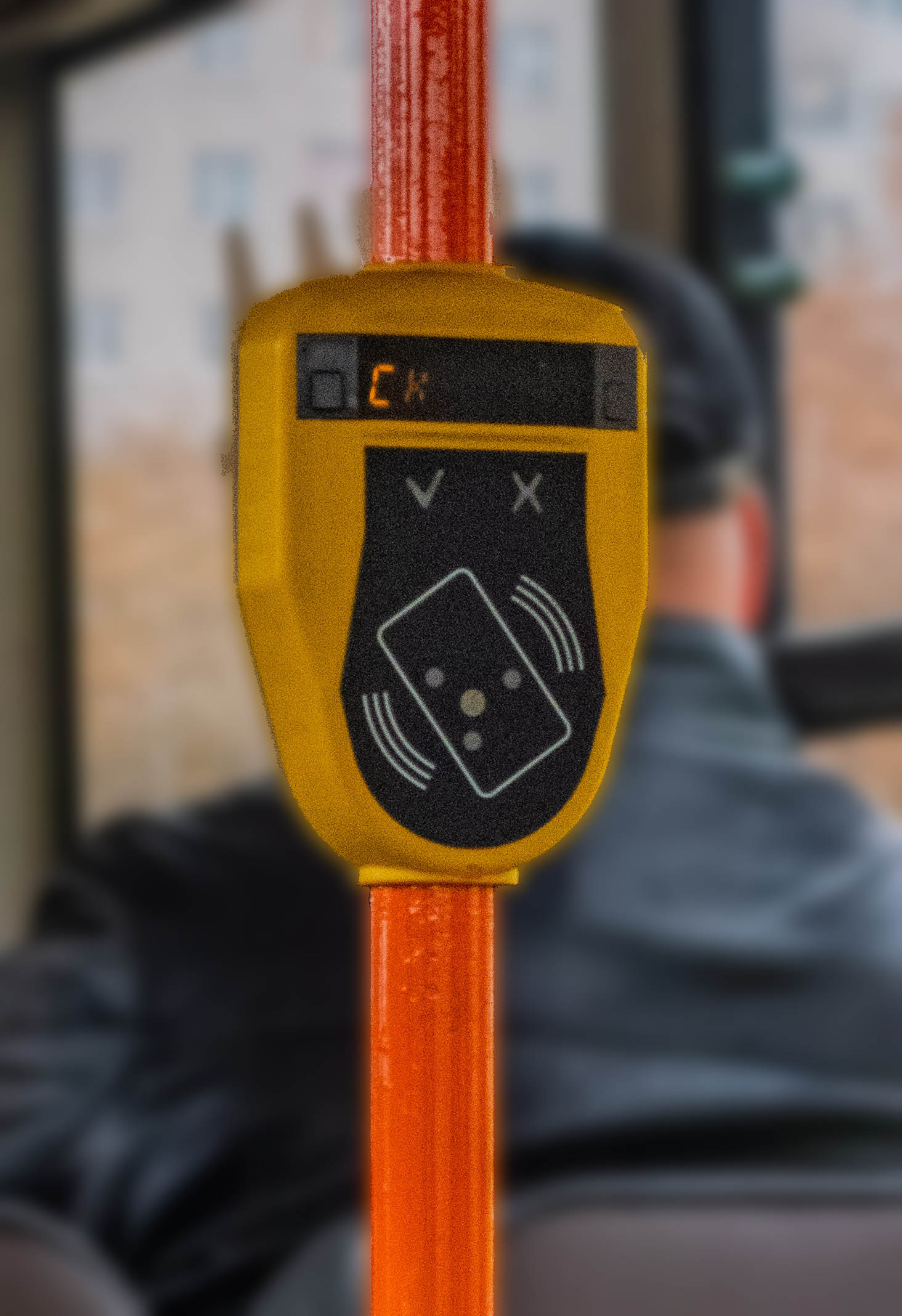
Терминал для оплаты проездным билетом (в перспективе — также бесконтактными банковскими картами и NFC-устройствами)
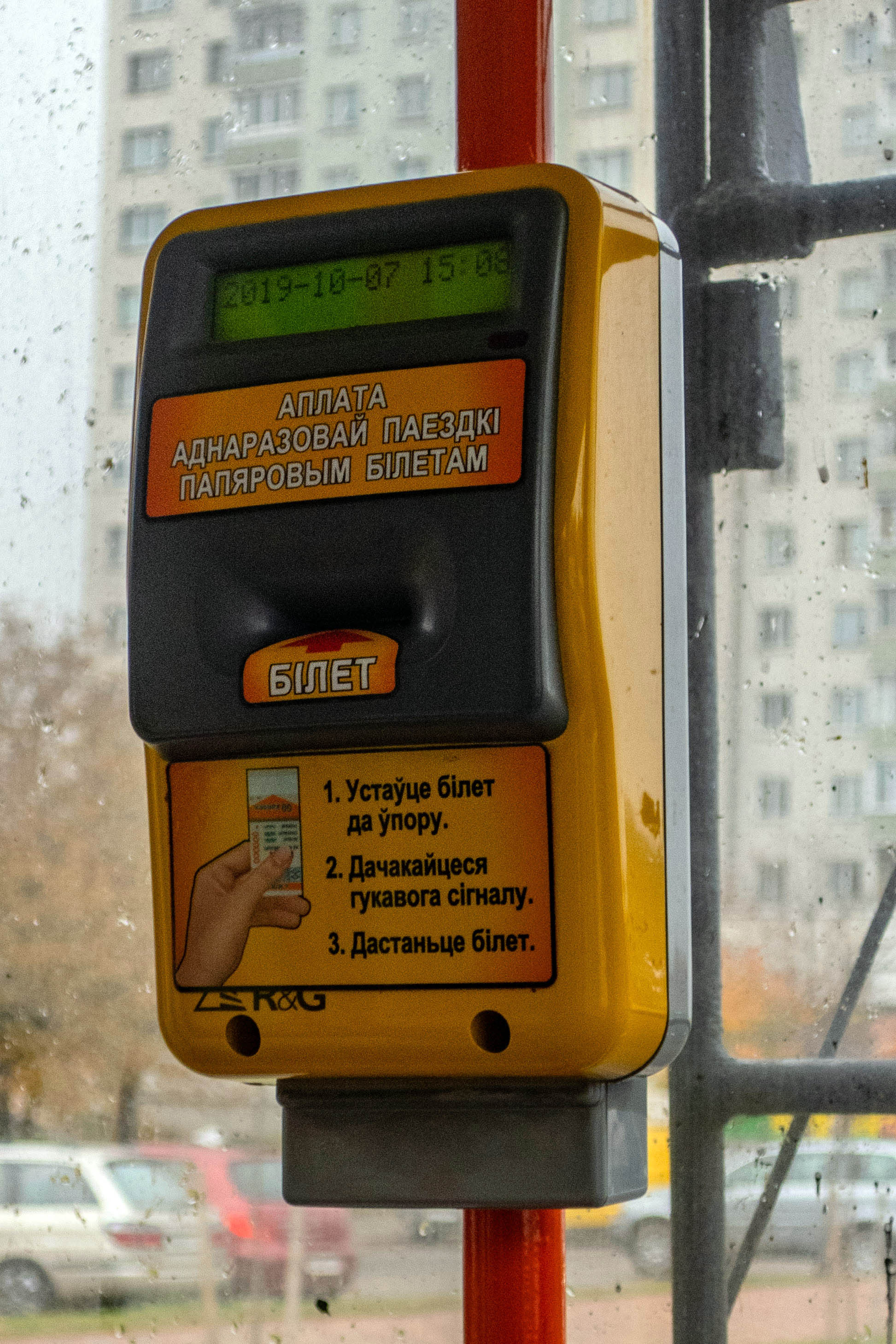
Электронный компостер для оплаты одноразовым талоном

## Такси
Ранее в Минске существовала только одна (государственная) служба такси, вызов которой осуществлялся по телефонному номеру 061. Затем появился богатый выбор специализированных служб вплоть до VIP-автомобили (для самых дорогих клиентов).
С декабря 2015 года до лета 2016 года в Минске работало «Леди такси», где водителями были только девушки.
В сентябре 2016 в Минске появилась новая служба такси «Бавария», её отличительная особенность — использование только автомобилей марки BMW для перевозки клиентов.
На декабрь 2017 года вызов такси в Минске можно было осуществлять по следующим коротким номерам: 107, 135, 152, 156, 157, 7500, 7788.

## Междугородние перевозки

### Автомобильные перевозки
Автовокзал: Центральный
- С 1999 года в Минске действовал автовокзал Московский, который был закрыт 1 апреля 2014 года для строительства на его месте офиса и многофункционального комплекса белорусского отделения Газпрома[30].
- Действовавший с 1983 года автовокзал Восточный был закрыт для пассажиров 1 июня 2016 года[31]. Открыт заново в 2020 г.

### Авиационные перевозки
- Аэропорты

В 42-х километрах восточнее Минска располагается Национальный аэропорт «Минск» (Минск-2) он обслуживает в основном международные рейсы белорусских авиакомпаний «Белавиа» и «ТрансАвиаЭкспорт» и зарубежных компаний «Австрийские авиалинии», LOT (Польша), Lufthansa (Германия), «Эль Аль» (Израиль) и др.
В черте города, в 10 минутах езды от центра был расположен аэропорт «Минск-1», с 2012 года закрытый для пассажирского сообщения и окончательно ликвидированный в 2019 г.

### Железнодорожные перевозки
В Минске расположен один железнодорожный вокзал, обслуживающий все дальние рейсы и около половины пригородных. Ряд пригородных электропоездов отправляется с остановочных пунктов «Институт культуры» (ст. м. «Институт культуры»), «Минск-Восточный» (ст. м. «Пролетарская») и «Минск-Северный» (ст. м. «Молодёжная»).

## Детская железная дорога
Детская железная дорога была открыта в Минске 9 июля 1955. Длина пути составляет 4,5 км, на дороге расположены 3 станции — Заслоново, Пионерская, Сосновый Бор. Дорога открывается 1 мая и закрывается в последнее воскресенье сентября и вновь открывается в канун Нового Года с театрализированым представлением "В гости к Деду Морозу". Цена на 2022 год составляет: 
В Летнее и Зимнее время: 5 рублей
Цена на представление: 25 рублей

## Пункты посадки/высадки
- Автовокзалы и автостанции:
  - Центральный автовокзал
  - Восточный автовокзал (закрыт для пассажиров 1 июня 2016 года, снова открыт в марте 2020 года)
  - Московский автовокзал (закрыт 1 апреля 2014 года, снесён)
  - Автостанция «Автозаводская»
  - Автостанция «Славинского»
  - Автостанция «Юго-Западная»

- Железнодорожные вокзалы, станции и платформы:
  - Железнодорожный вокзал
  - Минск-Восточный
  - Минск-Северный
  - Минск-Южный
  - Минск-Сортировочный
  - Институт культуры
  - Масюковщина
  - Лебяжий
  - Роща
  - Курасовщина
  - Степянка
  - Озерище
  - Радиаторный (закрыта c 05.11.2011)

- Аэропорт:
  - Национальный аэропорт «Минск»